# Кућа у Великом Крчмару
Кућа у Великом Крчмару, насељеном месту на територији општине Рача, представља непокретно културно добро као споменик културе, решењем Завода за заштиту и научно проучавање споменика културе НРС бр. 1175/51 од 19. новембра 1951. године.
Кућа се налази у засеоку званом „Цукићки крај”, припадала је познатом војводи из Првог српског устанка, Павлу Цукићу. То је пространа грађевина правоугаоног облика, са четири симетрично распоређене просторије. Првобитни под од набијене земље замењен је дрвеним. Таваница је од профилисаног шашовца који је касније префарбан. Кров је четвороводан, прекривен ћерамидом.